# Besma sesquilinearia
Besma sesquilinearia är en fjärilsart som beskrevs av Augustus Radcliffe Grote 1883. Besma sesquilinearia ingår i släktet Besma och familjen mätare. Inga underarter finns listade i Catalogue of Life.